# United International Mansion
United International Mansion ist der Name eines Wolkenkratzers in Chongqing, China. Die Bauarbeiten begannen im Jahr 2008 und wurden 2013 beendet. Das Bürogebäude ist mit einer Höhe von 271 Metern das höchste Gebäude der Stadt, bis 2014 vom 339 Meter hohen Chongqing World Financial Center übertroffen wird (ebenfalls im Bau). Das Hochhaus verfügt über 72 Etagen mit Büroräumen.
Das Bauwerk erreichte im Juni 2011 seine Endhöhe und übernahm damit den Rang des höchsten Gebäudes in der Stadt.